# Kfar Urija
Kfar Urija (hebrejsky כְּפַר אוּרִיָּה, doslova „Urijova vesnice“, v oficiálním přepisu do angličtiny Kefar Uriyya, přepisováno též Kfar Uria) je vesnice typu mošav v Izraeli, v Jeruzalémském distriktu, v Oblastní radě Mate Jehuda.

## Geografie
Leží v nadmořské výšce 205 metrů na pomezí zalesněných svahů Judských hor v Jeruzalémském koridoru a zemědělsky využívané pahorkatiny Šefela.
Obec se nachází 27 kilometrů od břehu Středozemního moře, cca 35 kilometrů jihovýchodně od centra Tel Avivu a cca 27 kilometrů západně od historického jádra Jeruzalému. Kfar Urija obývají Židé, přičemž osídlení v tomto regionu je etnicky převážně židovské. Mošav je situován 4 kilometry od Zelené linie, která odděluje Izrael v jeho mezinárodně uznávaných hranicích a Západní břeh Jordánu, respektive od nárazníkové zóny v prostoru Latrunu. Počátkem 21. století byla ale plocha Latrunského výběžku s demografickou dominancí Židů fakticky anektována k Izraeli pomocí bezpečnostní bariéry a dále k severovýchodu ležící arabské (palestinské) oblasti Západního břehu fyzicky odděleny.
Kfar Urija je na dopravní síť napojen pomocí dálnice číslo 44.

## Dějiny
Kfar Urija byl založen v roce 1944. Už v roce 1912 se zdejší pozemky dostaly do židovského vlastnictví díky iniciativě Židů z Białystoku, kteří tu zamýšleli zbudovat zemědělskou vesnici Kirjat Moše. Fungovalo tu zemědělské cvičné středisko. Pobýval tu i Aharon David Gordon. Bylo zničeno a opuštěno při arabských nepokojích v tehdejší mandátní Palestině roku 1929. Znovu byla lokalita osídlena 2. srpna 1944. Zakladatelskou skupinu tehdy tvořilo 30 rodin Židů z Kurdistánu a židovských obyvatel Jeruzaléma. Během války za nezávislost v roce 1948 čelila vesnice útokům a byla opětovně opuštěna.
Teprve ovládnutí Jeruzalémského koridoru v roce 1948 umožnilo masivní židovské osidlování této oblasti. 15. dubna 1949 byl Kfar Urija založen napotřetí. Tentokrát šlo o židovské imigranty z Bulharska a jižní Indie (okolí města Kočin). Koncem 40. let měl mošav rozlohu katastrálního území 4 240 dunamů (4,24 kilometrů čtverečních).
V roce 2006 začal projekt stavebního rozšíření obce. Ve vesnici funguje 60 rodinných farem, ostatní populace se již nezabývá zemědělstvím.

## Demografie
Podle údajů z roku 2014 tvořili naprostou většinu obyvatel v Kfar Urija Židé (včetně statistické kategorie "ostatní", která zahrnuje nearabské obyvatele židovského původu ale bez formální příslušnosti k židovskému náboženství).
Jde o menší obec vesnického typu s dlouhodobě rychle rostoucí populací. K 31. prosinci 2014 zde žilo 891 lidí. Během roku 2014 populace klesla o 0,4 %.
| Rok            | 1948 | 1961 | 1972 | 1983 | 1995 | 2001 | 2003 | 2004 | 2005 | 2006 | 2007 | 2008 | 2009 | 2010 | 2011 | 2012 | 2013 | 2014 |
| -------------- | ---- | ---- | ---- | ---- | ---- | ---- | ---- | ---- | ---- | ---- | ---- | ---- | ---- | ---- | ---- | ---- | ---- | ---- |
| Počet obyvatel | 53   | 185  | 274  | 285  | 301  | 411  | 417  | 424  | 434  | 445  | 469  | 484  | 575  | 658  | 771  | 855  | 895  | 891  |